# 2012년 핵안보정상회의

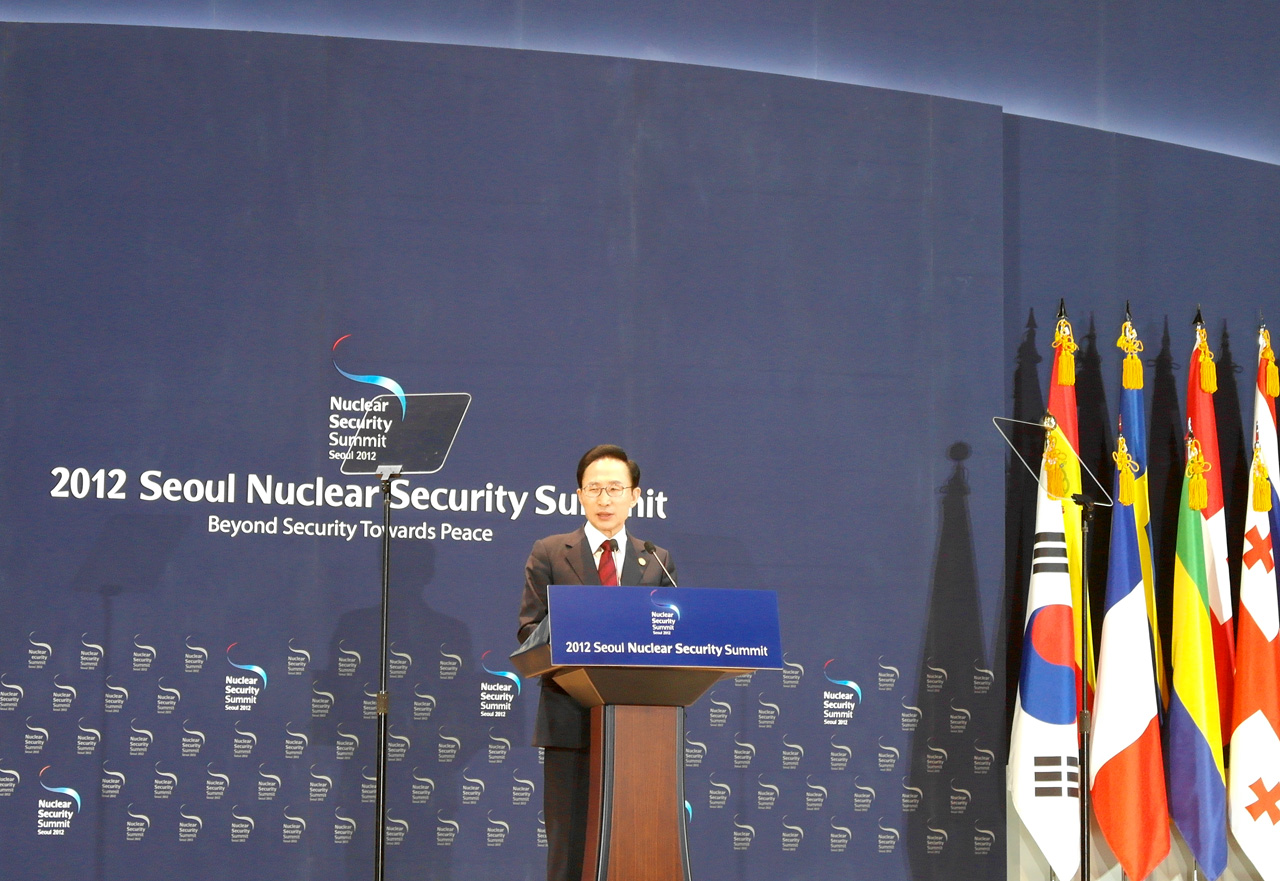
2012 서울 핵안보정상회의 마지막날인 3월 27일, 대한민국의 이명박 대통령이 의장국 기자회견을 열고 정상회의 성과와 선언문(서울 코뮈니케)을 발표하고 있다.

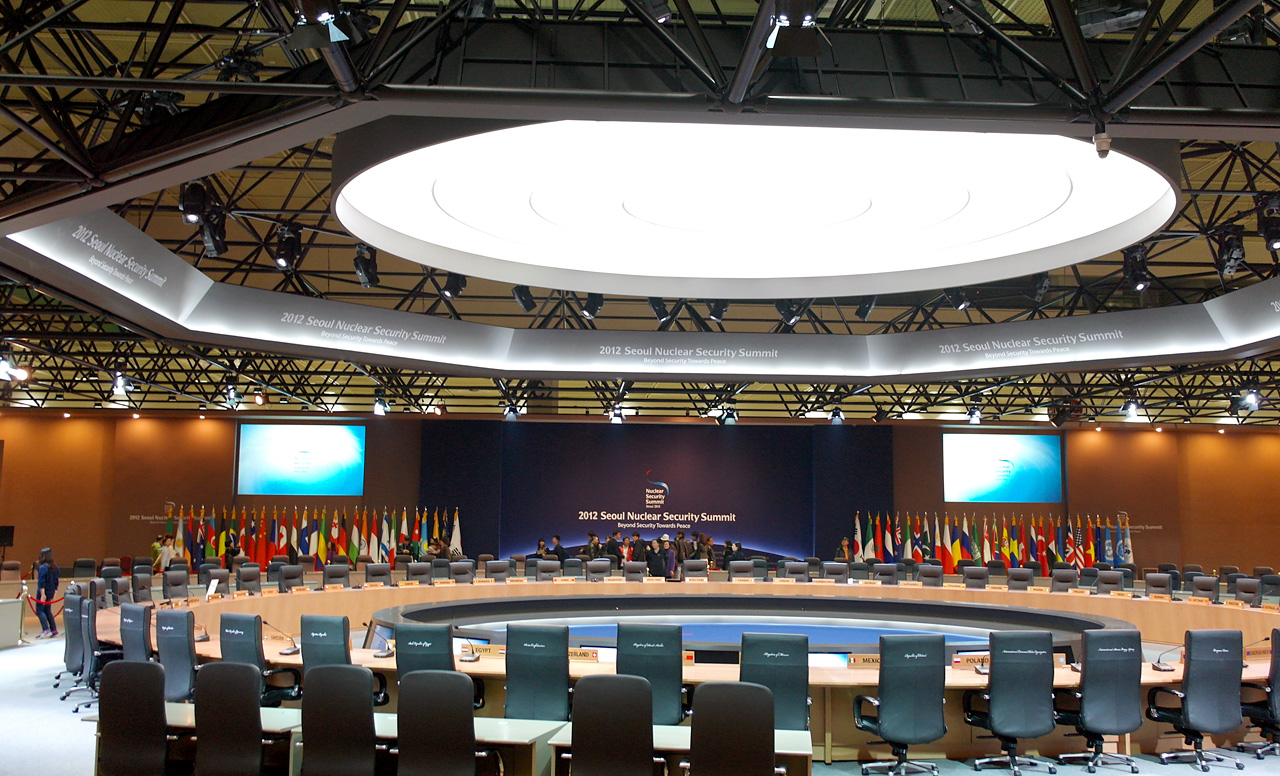
2012 서울 핵안보정상회의 정상회의장의 모습

2012년 핵안보정상회의(영어: 2012 Nuclear Security Summit), 또는 2012 서울 핵안보정상회의(2012 Seoul Nuclear Security Summit)는 핵안보정상회의의 2차 회의로, 2012년 3월 26일에서 3월 27일까지 대한민국 서울특별시 강남구 코엑스에서 열렸다.

## 의제
2012 서울 핵안보정상회의의 의제는 크게 3가지다. 핵 테러 차단을 위한 국제 공조, 핵물질과 시설의 안전한 방호, 핵물질의 불법적인 거래 차단이 그것이다. 핵안보정상회의는 2009년 버락 오바마 미국 대통령의 프라하 선언에서 밝혔던 ‘핵 테러 없는 세상’을 만들겠다는 실천 방안을 논의하는 정상회의이다. 이를 위해 1차적으로 핵무기 원료인 고농축우라늄 및 플루토늄이 누출, 거래되는 것을 차단하는 데 논의를 집중한다. 또한 만에 하나 핵물질이 유출되더라도 이를 무기로 만드는 것을 국제적으로 감시, 실천하는 공조 방안을 도출하는 것이다. 2차 핵안보정상회의인 2012 서울 핵안보정상회의에서는 2011년 일본에서 일어난 후쿠시마 제1원자력 발전소 사고를 계기로 평화적 원자력 발전 시설을 테러 집단이 공격, 핵 공포 분위기를 만들려는 것을 차단하면서 지진과 쓰나미 같은 자연재해로부터도 원전의 안전성을 유지하는 내용인 핵안보-원자력 안전을 연계하여 논의하였다.

## 참여 국가 및 국제기구 대표
참여국가는 53개국 및 4개 국제기구

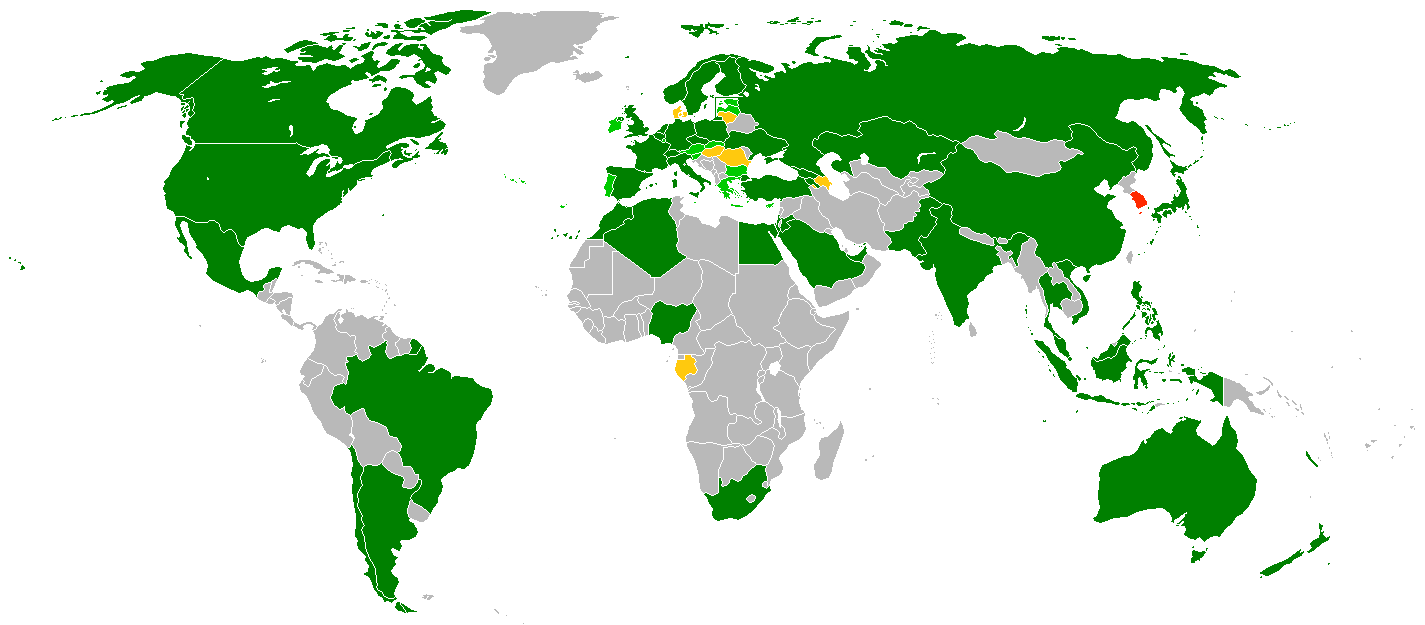
2012 서울 핵안보정상회의 참가국 및 국제기구
주최국 (대한민국)
참가국 (참가 경력 있음)
참가국 (참가 경력 없음)
직접 참여가 아닌 유럽 연합 회원국으로만 참가

아시아 14개국, 유럽 23개국, 중동 7개국, 아메리카 6개국, 아프리카 3개국, 국제기구(UN, IAEA, EU, INTERPOL) 대표
| 나라                | 이름                          | 직책                                            |
| ------------------- | ----------------------------- | ----------------------------------------------- |
| 유엔                | 반기문                        | 유엔 사무총장                                   |
| 국제 원자력 기구    | 아마노 유키야                 | 국제 원자력 기구 사무국장                       |
| 국제 형사 경찰 기구 | 로널드 노블                   | 국제 형사 경찰 기구 사무총장                    |
| 가봉                | 알리 봉고 온딤바              | 가봉의 대통령                                   |
| 나이지리아          | 굿럭 조너선                   | 나이지리아의 대통령                             |
| 남아프리카 공화국   | 제이컵 주마                   | 남아프리카 공화국의 대통령                      |
| 네덜란드            | 위리 로센탈                   | 네덜란드의 외무장관                             |
| 노르웨이            | 옌스 스톨텐베르그             | 노르웨이의 총리                                 |
| 뉴질랜드            | 존 키                         | 뉴질랜드의 총리                                 |
| 대한민국 (개최국)   | 이명박                        | 대한민국의 대통령                               |
| 덴마크              | 헬레 토르닝슈미트             | 덴마크의 총리                                   |
| 독일                | 기도 베스터벨레               | 독일의 외무장관                                 |
| 러시아              | 드미트리 메드베데프           | 러시아의 대통령                                 |
| 루마니아            | 트라이안 버세스쿠             | 루마니아의 대통령                               |
| 리투아니아          | 달리아 그리바우스카이테       | 리투아니아의 대통령                             |
| 말레이시아          | 무히딘 야신                   | 말레이시아의 부총리                             |
| 멕시코              | 호르디 에레라                 | 멕시코의 에너지장관                             |
| 모로코              | 사데딘 엘오트마니             | 모로코의 외교협력장관                           |
| 미국                | 버락 오바마                   | 미국의 대통령                                   |
| 베트남              | 응우옌떤중                    | 베트남의 총리                                   |
| 벨기에              | 조엘 밀케                     | 벨기에의 부총리                                 |
| 브라질              | 미셰우 테메르                 | 브라질의 부통령                                 |
| 사우디아라비아      | 압둘라 빈 압둘아지즈 알사우드 | 사우디아라비아의 국왕                           |
| 스웨덴              | 칼 빌트                       | 스웨덴의 외무장관                               |
| 스위스              | 도리스 로이타르트             | 스위스의 연방대통령                             |
| 스페인              | 마리아노 라호이               | 스페인의 총리                                   |
| 싱가포르            | 리셴룽                        | 싱가포르의 대통령                               |
| 아랍에미리트        | 무함마드 빈 자예드 알나얀     | 아부다비의 왕세자 및 아랍에미리트 국군 부사령관 |
| 아르메니아          | 세르지 사르키샨               | 아르메니아의 대통령                             |
| 아르헨티나          | 엑토르 티메르만               | 아르헨티나의 외무장관                           |
| 아제르바이잔        | 일함 알리예프                 | 아제르바이잔의 대통령                           |
| 알제리              | 압델카데르 벤살라             | 알제리 상원 의장                                |
| 영국                | 닉 클레그                     | 영국의 부총리                                   |
| 오스트레일리아      | 줄리아 길라드                 | 오스트레일리아의 총리                           |
| 요르단              | 압둘라 2세                    | 요르단의 국왕                                   |
| 우크라이나          | 빅토르 야누코비치             | 우크라이나의 대통령                             |
| 유럽 연합           | 헤르만 반롬푀이               | 유럽 이사회 의장                                |
| 유럽 연합           | 조제 마누엘 두랑 바호주       | 유럽 연합 집행위원회 위원장                     |
| 이스라엘            | 단 메리도르                   | 이스라엘의 부총리                               |
| 이집트              | 무함마드 카멜 아므르          | 이집트의 외무장관                               |
| 이탈리아            | 마리오 몬티                   | 이탈리아의 총리                                 |
| 인도                | 만모한 싱                     | 인도의 총리                                     |
| 인도네시아          | 수실로 밤방 유도요노          | 인도네시아의 대통령                             |
| 일본                | 노다 요시히코                 | 일본의 내각총리대신                             |
| 조지아              | 미헤일 사카시빌리             | 조지아의 대통령                                 |
| 중화인민공화국      | 후진타오                      | 중화인민공화국의 국가주석                       |
| 체코                | 카렐 슈바르첸베르크           | 체코의 외무장관                                 |
| 칠레                | 세바스티안 피녜라             | 칠레의 대통령                                   |
| 카자흐스탄          | 누르술탄 나자르바예프         | 카자흐스탄의 대통령                             |
| 캐나다              | 스티븐 하퍼                   | 캐나다의 총리                                   |
| 태국                | 잉락 친나왓                   | 태국의 총리                                     |
| 튀르키예            | 레제프 타이이프 에르도안      | 터키의 총리                                     |
| 파키스탄            | 유사프 라자 길라니            | 파키스탄의 총리                                 |
| 폴란드              | 마르친 코롤레츠               | 폴란드의 환경장관                               |
| 프랑스              | 프랑수아 피용                 | 프랑스의 총리                                   |
| 핀란드              | 사윌리 니니스퇴               | 핀란드의 대통령                                 |
| 필리핀              | 제조마르 비나이               | 필리핀의 부통령                                 |
| 헝가리              | 팔 슈미트                     | 헝가리의 대통령                                 |

## 주요 의제
- 핵물질(HEU.플루토늄) 최소화노력
- 핵물질과. 방사선물질 안전한관리
- 원자력보호
- 핵물질과. 방사선물질불법거래방지
- 핵감식.핵핵심정보보호.핵안보문화증진
- 핵안보관련협약 보편적적용확대
- IAEA등 핵안보관련기구와 다자협의체활용

## 주요 내용
서울 코뮈니케 주요내용
- 개정핵물질방호협약(CPPNM) 2014년까지 발효
- 2013년까지 고농축우라늄(HEU)최소화목표수립
- 방사성테러사용소지있는 방사성물질관리강화
- 핵안보 -핵안전연계를 통한 원자력시설방호강화
- 핵.방사성물질의 운송보안강화
- 핵안보문화.핵감식능력.정보보안강화

## 결과
- 민수용HEU를 제거하거나 저농축우라늄(LEU)전환
- 7개국은 자국내HEU(고농축우라늄)을 처분하겠다고 발표하고
- 프랑스.벨기에등 4개국은 의료용방사선물질생산에 사용되는HEU를 2015년까지 LEU로 전화하기위한 협력사업 발표
- 미국, 러시아는 1차 워싱턴회의에 내놨던 플루토늄34톤을 재확인
- 우크라이나 멕시코등8개국은 480kg의민수용 HEU를 제거
- 미국과 러시아가 공약한약속을 이행할 경우 총 폐기한 74kg을 합쳐

결과적으로 총 2만개분량의 핵물질이 지구에서 사라지게 된다.

## 논란
테헤란로, 아셈로, 봉은사로, 영동대로 등의 주요 도로 통제와 삼성역 영업 중단 등으로 인한 출퇴근 대란으로 인한 논란이 있다.

### 북한의 위협
북한 조선중앙통신은 서울 회의에서 북핵 문제와 관련한 성명이 발표되는 것은 "조선반도의 비핵화를 유훈으로 남긴 백두산 위인들의 염원에 대한 극악무도한 모독이자 특대형 범죄"라면서 서울 핵안보정상회의에서 북핵과 관련한 '성명 발표' 등이 나올 경우 이를 북에 대한 선전 포고로 간주하겠다고 밝혔다.

## 공식 음악
핵안보정상회의의 홍보대사이자 대한민국의 가수인 박정현이 주제가를 불렀다. 공식 주제가 Peace Song(그 곳으로)은 영어와 한국어로 공개하였으며, 음원을 무료로 다운로드 받을 수 있다. 국민과 함께하는 정상회의를 위해 뮤직비디오를 제작하였다.

## 같이 보기
- 서울 코뮈니케(Seoul Communique)
- 후쿠시마 제1원자력 발전소 사고